# UEFA Liga prvaka 1997./98.
UEFA Liga prvaka 1997./98. je bilo 43. izdanje najelitnijeg europskog klupskog nogometnog natjecanja, 6. od kada se zove UEFA Liga prvaka. Natjecanje je osvojio španjolski Real Madrid, koji je u finalu svladao Juventus rezultatom 1:0. To im je bio prvi naslov nakon 32 godine.
Borussia Dortmund, branitelji naslova, izbačeni su u polufinalu od konačnog pobjednika, Real Madrida.